# Virollet
Virollet é uma comuna francesa na região administrativa da Nova Aquitânia, no departamento de Charente-Maritime. Estende-se por uma área de 10,01 km². Em 2010 a comuna tinha 292 habitantes (densidade: 29,2 hab./km²).